# Карельский бальзам
Каре́льский бальза́м — коричневая с красноватым оттенком спиртовая крепкая (45 % об.) биттер-настойка. Рецептура напитка разработана в 1976 году на Петрозаводском ликёро-водочном заводе и включает почти 30 ягод, трав и корений, произрастающих в Карелии. Бальзам стал вторым после «Рижского» фирменным бальзамом в СССР.

## Описание
«Карельский бальзам» является крепким алкогольным напитком, обладающим своеобразным «бальзамическим» ароматом. Выпускается в прозрачных стеклянных бутылках по 250 и 500 мл. На этикетке выпускаемого в настоящий момент «Карельского бальзама» изображён зеркально отражённый геральдический медведь с герба Карелии и серебристые элементы карельского орнамента.
Основа «Карельского бальзама» — этиловый спирт высшей очистки из пищевого сырья и специально подготовленная для изготовления алкогольной продукции питьевая вода. Специфический вкус и аромат напитка формируется спиртовым настоем из растительных компонентов и спиртованных ягодных морсов. В качестве растительных компонентов для спиртового настоя используются: чага (берёзовый гриб), листья брусники, цветы и листья зверобоя пронзённого, сушёные плоды черёмухи, соцветия липы сердцевидной, сушёные плоды шиповника, цветы клевера лугового, шишка-ягода можжевельника обыкновенного, корень калгана, листья и верхушки цветущих стеблей донника лекарственного, верхушки цветущих стеблей душицы, хвоя ели, мускатный орех, листья подорожника, листья шалфея лекарственного. Спиртованные морсы для бальзама готовятся из клюквы, брусники, малины, сушёной рябины, свежей рябины, рябины черноплодной и черники. Кроме типичных для Карелии дикорастущих трав и ягод, в рецептуру бальзама входит сахар, натуральный мёд, перуанское бальзамное масло и эфирное лимонное масло. Цвет напитка корректируется натуральным карамельным красителем — «Сахарный колер I простой».
Может употребляться в чистом виде. Чтобы сложный многогранный вкус напитка мог раскрыться в полной мере, бальзам пьют мелкими глотками из ликёрной рюмки. Не рекомендуется использовать закуску или запивать алкоголь, чтобы не испортить долгоиграющее послевкусие. Также популярным является добавление 1—3 чайных ложек бальзама в чай, кофе или десерты. Часто используется как ингредиент в коктейлях. Популярно смешивание бальзама с колой или соком (вишнёвым или яблочным). При этом, по причине присутствия в составе бальзама большого количества активно действующих веществ, повышенные дозы которых могут привести к неприятным последствиям, его не рекомендуется употреблять в чистом виде порциями, превышающими объём ликёрной рюмки, за раз. При этом между приёмами должен соблюдаться перерыв не менее двух-трёх часов.

## История
Основным автором рецепта «Карельского бальзама» считается Валентина Андриановна Трипецкая, сначала главный инженер, а впоследствии и директор Петрозаводского ликеро-водочного завода. Задумка выпуска собственного биттера на основе местных дикорастущих трав и ягод родилась в 1970-х годах. Работа над оптимальным составом напитка шла два года. Впервые в бальзамах был использован гриб чага. 25 февраля 1976 года Центральная дегустационная комиссия спиртовой и ликеро-водочной промышленности МПП СССР продегустировала, высоко оценила и одобрила к выпуску напиток со сложным приятным ароматом и вкусом, оценив его на 9,6 баллов из 10, а 5 лет спустя, в 1981 году, «Карельскому бальзаму» был присвоен государственный знак качества. Таким образом «Карельский бальзам» стал вторым в СССР фирменным бальзамом после «Рижского».
Первоначально часть продукции разливалась в керамическую посуду, но из-за плохого глазурования внутренней части бутылки напиток хуже сохранялся, поэтому его срок годности был меньше. За годы выпуска «Карельского бальзама» дизайн его этикеток несколько раз менялся. Автором первых этикеток «Карельского бальзама» был Юрий Нивин. На этикетке был изображён ансамбль храмов на острове Кижи и его отражение в золотых водах Онежского озера. Также Преображенская церковь Кижского погоста была основным элементом графики более поздних этикеток.
В 2008—2010 годах работа Петрозаводского ликероводочного завода была остановлена. Оригинальный «Карельский бальзам» не выпускался. За годы простоя ПЛВЗ «Петровский» другой карельский производитель — Лахденпохский ликероводочный завод «Аалто» — успел освоить выпуск бальзама со схожим названием — «Карельский сбор», но отличающейся рецпетурой, который иногда путают с оригинальным «Карельским бальзамом». Кроме того, тогдашний владелец ПЛВЗ «Петровский» — ОАО «Росспиртпром» — пытался наладить выпуск бальзама на других своих заводах в Белгороде и Ярославле.
В 2017 году ПЛВЗ «Петровский» был выкуплен компанией «АлкоВорлд». Производство «Карельского бальзама» с полным соблюдением технологического процесса по оригинальной рецептуре 1976 года было восстановлено.

## Награды
«Карельский бальзам» имеет несколько десятков наград, в том числе:
- награды смотра-конкурса Всероссийского выставочного центра (1995 — диплом I степени, 1997 — диплом II степени, 1999 — диплом I степени)[3];
- награды Международной специализированной выставки «Петербургская ярмарка вин и водок» (1998 — золотая медаль, 2000 — диплом, 2001 — серебряная медаль)[3];
- награды Международного конкурса «Лучшая водка/Best Vodka» (2018 — золотая медаль, 2019 — золотая медаль)[2][11][12];
- награды на конкурсе «Лучший продукт» в рамках международного форума «Продэкспо» (2018, 2019)[2][13];
- лауреат конкурса «Eurasia Spirits Drinks 2021» в нескольких номинациях[2][14].